# Gosport
Gosport este un oraș și un district nemetropolitan în Regatul Unit, în comitatul Hampshire, regiunea South East, Anglia. Gosport este situat în fața orașului Portsmouth în partea de vest a portului militar și comercial Portsmouth.